# Assemblea de la República Portuguesa
L'Assemblea de la República (en portuguès: Assembleia da República) és l'òrgan legislatiu de Portugal. Es tracta d'un parlament unicameral compost per entre 180 i 230 diputats, segons s'establí a la reforma constitucional del 1989 (abans d'aquesta, el parlament tenia 250 diputats). Els seus membres són elegits per volt popular per un mandat de quatre anys de les vint-i-dues circumscripcions electorals: divuit al Portugal continental, corresponent a cada districte, i una per cada una de les regions autònomes (les Açores i Madeira), una més per als ciutadans portuguesos que viuen a Europa, i una més per als ciutadans portuguesos a la resta del món. La seu de l'Assemblea de la República és al Palau de São Bento, a Lisboa, prop del qual hi ha la residència oficial del Primer Ministre.

## Competències
L'Assemblea de la República té una competència legislativa i política general. La Constitució preveu que certes matèries quedin al marge de la competència legislativa; això implica que l'Assemblea no pot autoritzar el Govern a legislar sobre elles. Entre aquestes matèries s'hi inclouen: modificacions de la Constitució, els estatuts politicoadministratius de les regions autònomes (Madeira i les Açores), les lleis sobre els pressupostos de l'Estat, els tractats de participació de Portugal a organitzacions internacionals i el règim d'elecció dels titulars dels òrgans de sobirania (el President de la República i el President de l'Assemblea de la República), dels diputats a les Assemblees Legislatives de les Regions Autònomes i dels titulars dels òrgans de poder local. L'Assemblea pot concedir autorització al Govern per legislar sobre matèries de la seva competència, com ara les bases del sistema de seguretat social i del servei nacional de salut, la creació d'impostos i del sistema fiscal o l'organització i competències dels Tribunals, entre d'altres.

## Mesa de l'Assemblea de la República
La mesa de l'Assemblea està composta pel President, quatre vicepresidents, quatre secretaris i quatre vicesecretaris, escollits pel període d'una legislatura. Tots els membres de la mesa són escollits per majoria absoluta dels diputats de l'Assemblea. És competència de la mesa coadjuvar amb el President en l'exercici de les seves funcions.

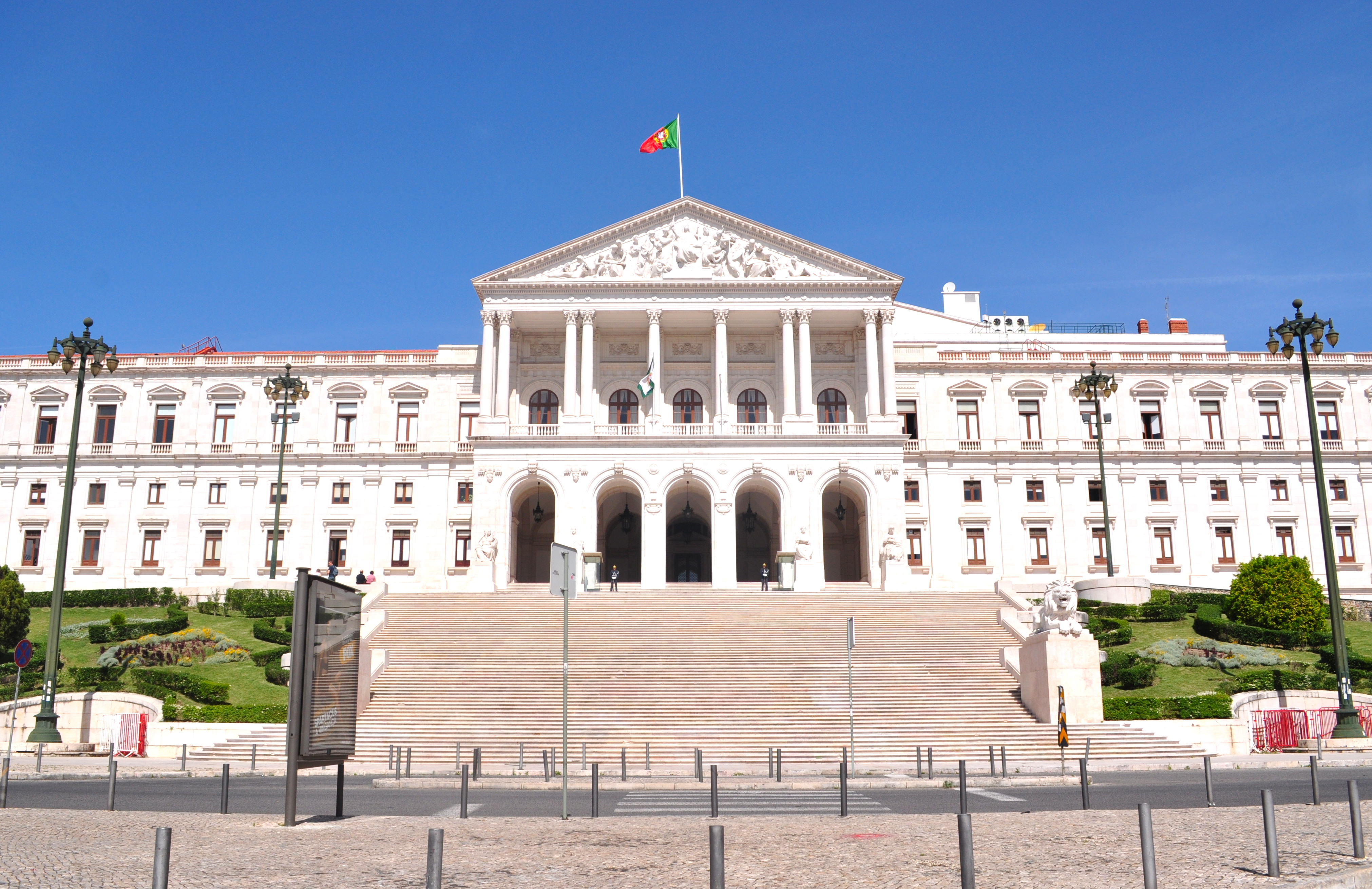
Edifici de l'Assemblea de la República

## President de l'Assemblea de la República
El President de l'Assemblea és escollit per a un període d'una legislatura, per majoria absoluta dels vots dels diputats. El President representa l'Assemblea, en dirigeix i coordina les tasques i exerceix d'autoritat sobre tots els funcionaris i agents, així com sobre totes les forces de seguretat posades a disposició de l'Assemblea. Les competències del President inclouen la presidència de les reunions plenàries, de la conferència dels representants dels grups parlamentaris i de la comissió permanent, i també l'admissió de les iniciatives legislatives i la signatura i enviament al President de la República dels decrets de l'Assemblea per a la seva promulgació.
Des del 2022 el President de l'Assemblea és Augusto Santos Silva, del Partit Socialista.